# Teuvo Moilanen
Teuvo Moilanen (ur. 12 grudnia 1973 w Oulu) - były fiński piłkarz występujący na pozycji bramkarza. Karierę zakończył w 2006 roku.
Jego pierwszym profesjonalnym klubem był FF Jaro. Po roku przeniósł się do angielskiego Prestonu. Pierwsze dwa sezony spędził na wypożyczeniach. Najpierw w Scarborough F.C., a później w Darlington F.C. Po powrocie regularnie występował w pierwszym składzie Prestonu. W 2003 roku został wypożyczony do szkockiego Heart of Midlothian F.C., a później wykupiony przez ten klub. Jednak z powodu braku gry w pierwszej drużynie postanowił wrócić do Finlandii, przechodząc do FC KooTeePee. Potem występował w Tampere United oraz w FC Hämeenlinna. W reprezentacji Finlandii wystąpił 3 razy.